# شورلت کوروت

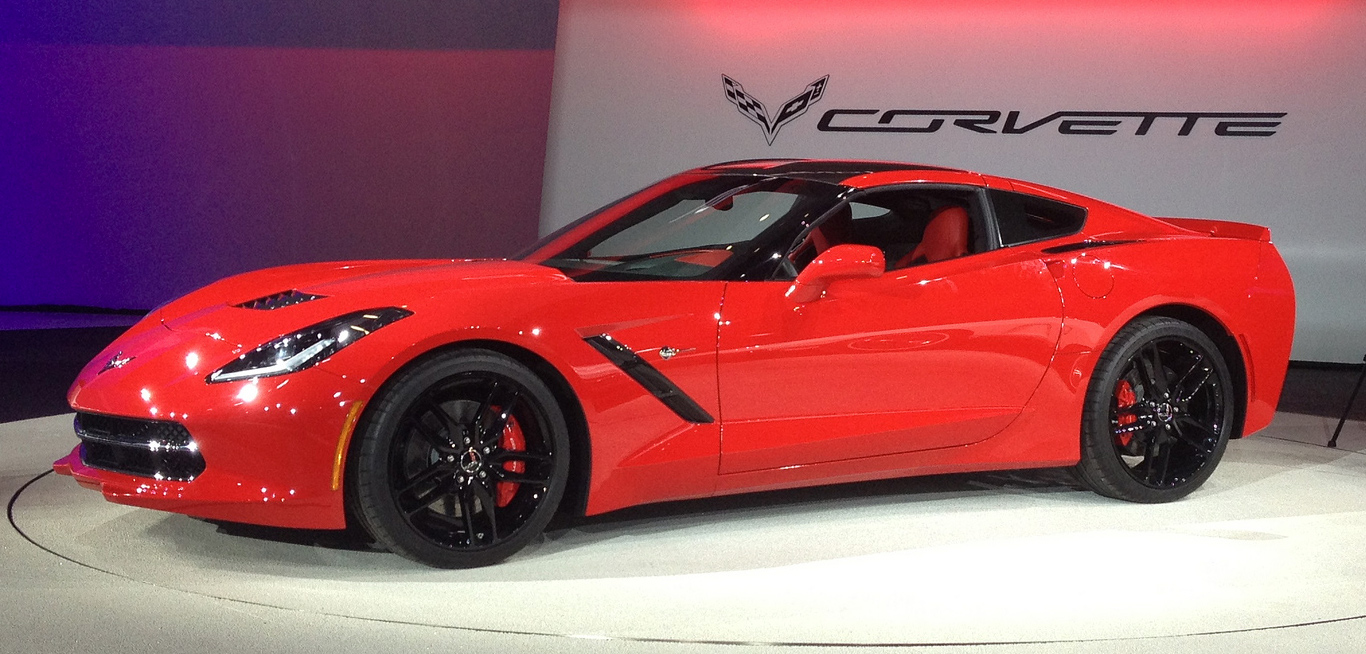

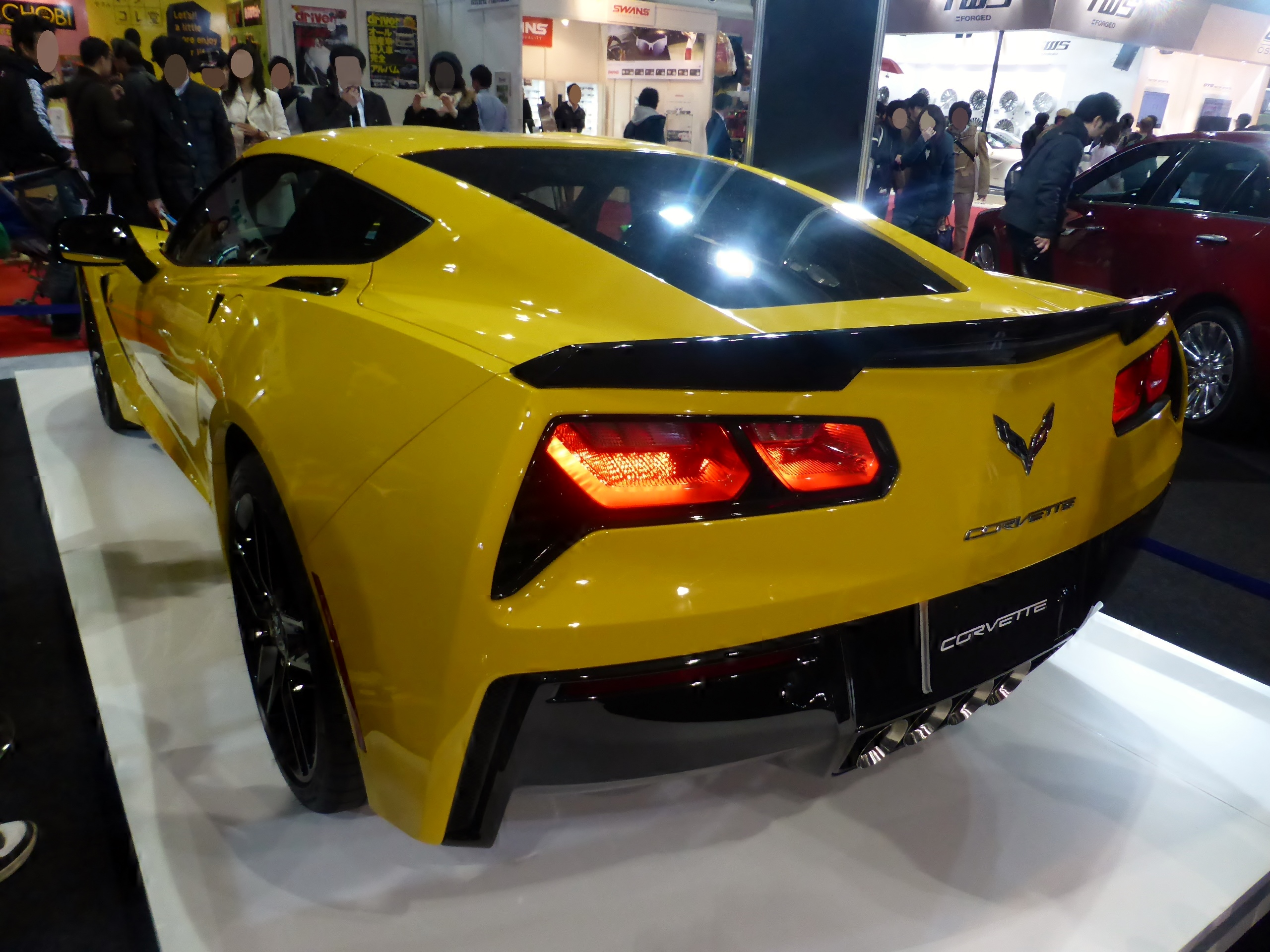

شورولت کوروت (به انگلیسی: Chevrolet Corvette) یکی از مدل‌های اسپرت محبوب خودروهای کمپانی شورولت است که از دهه ۱۹۵۰ میلادی تا کنون محبوبیت زیادی داشته‌است.

## مشخصات
موتور هشت سیلندر و ۶٫۲ لیتری آن قدرتی برابر ۴۳۰ اسب بخار تولید می‌کند و به همین مقدار گشتاور و شتاب فوق‌العاده ای نسبت به قیمتش دارد. ۰ تا ۱۰۰ این خودرو ۲/۷ ثانیه است.
حداکثر سرعت این خودرو ۳۴۵ کیلومتر است و وزن این خودرو ۱۵۰۸ کیلوگرم است.
قیمت جهانی ۶۳ هزار پوند می‌باشد. ولی کوروت با این قیمت و با این مدل ماشین توانسته رقبای اروپایی خود با این قیمت را کنار بزند و خود را قدر نشان دهد

## تاریخچه
کوروت از سال ۱۹۵۳ تا کنون که در حال تولید بوده‌است، ۸ نسل تکامل پیدا کرده‌است. آخرین نسخه این اتومبیل سی-۸ نام دارد و در بوولینگ گرین، کنتاکی ساخته می‌شود.

## انواع کنونی
- شورولت کوروت سی۶
- شورولت کوروت سی۷
- شورلت کوروت سی۸

## نگارخانه

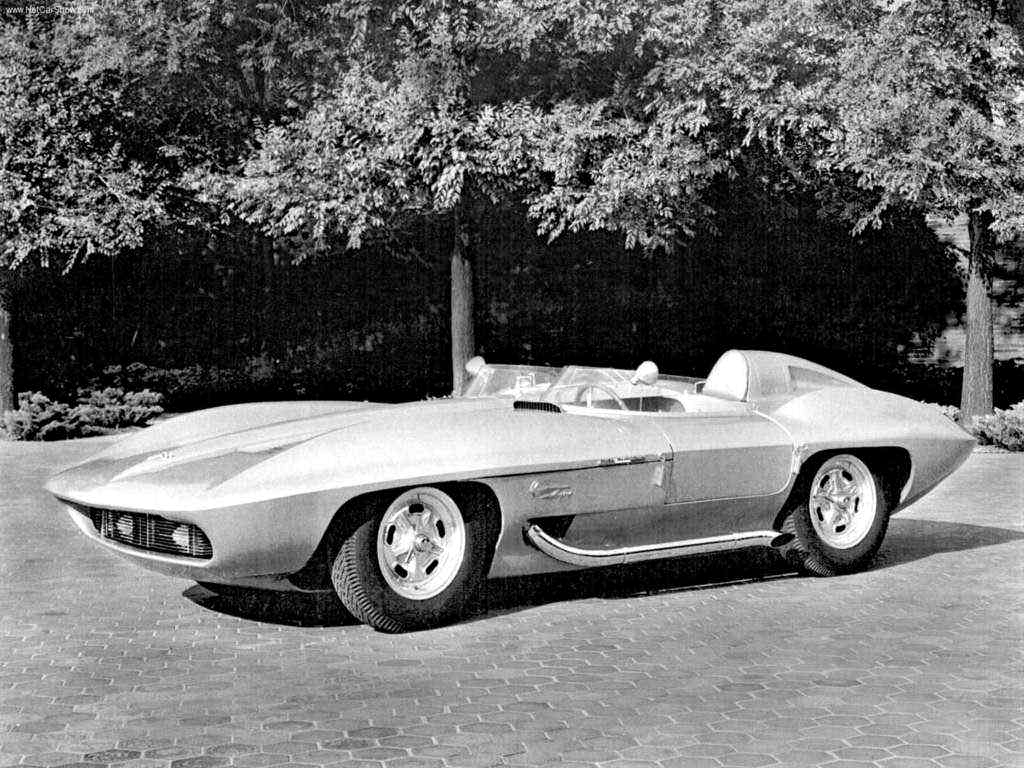
1959
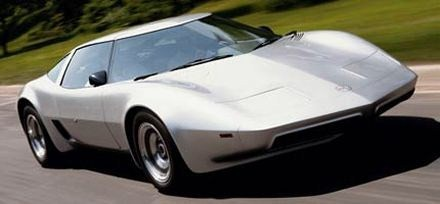
1977
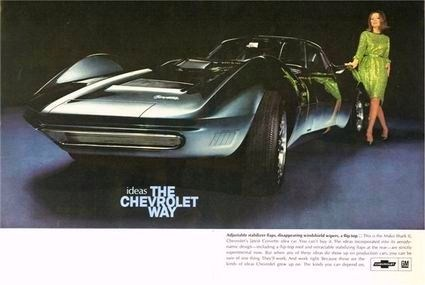
1966
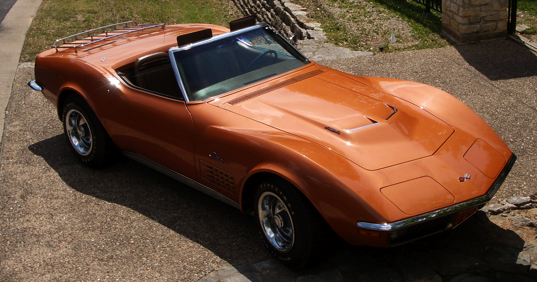
1971
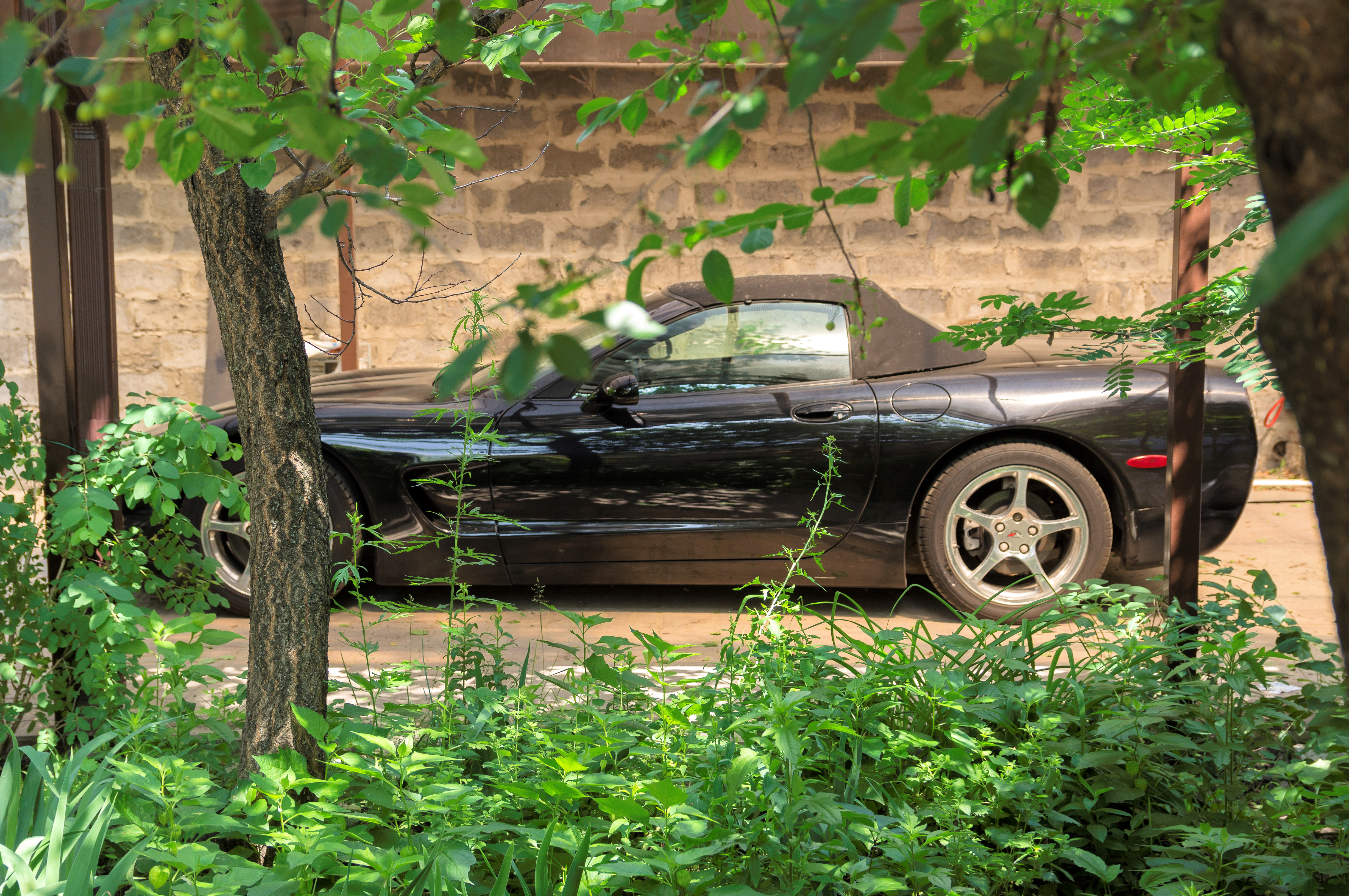
2004